# Modèles à base d’énergie
Les modèles à base d'énergies (EBMs en anglais Energy-based models) sont un cadre pour la définition des modèles d'apprentissage profond, qui permet de définir des modèles supervisés, non supervisés et autosupervisés. Il souligne les limites des réseaux à propagation avant pour certains types de calculs et problèmes. Les modèles à base d’énergie (EBMs) sont présentés comme offrant un meilleur cadre pour modéliser les modalités, notamment dans les domaines continus à haute dimension comme les images.

## Cadre théorique

### Introduction

#### Problème
L'approche des modèles à base d'énergie consiste à prédire si une paire de {\displaystyle (x,y)} s'assemble ou non, plutôt que de classer {\displaystyle x} en {\displaystyle y}.
Pour cela, on définit une fonction énergie {\displaystyle F(x,y)}qui décrit le niveau de dépendance entre les paires{\displaystyle (x,y)}. L'inférence est donnée par l'équation {\displaystyle {\tilde {y}}=argmin_{y}\{F(x,y)\}}.

#### Solution
Pour trouver des {\displaystyle y} compatibles, on utilise la descente de gradient ou un autre algorithme d'optimisation pour rechercher une fonction d'énergie lisse et différenciable.

### Variables latentes
Les modèles à base d'énergie peuvent comporter une variable latente {\displaystyle y} est utilisée pour capter des informations cachées ou latentes dans les données d'entrée qui ne sont pas directement observables.